# エタニティブックス
エタニティブックスは、アルファポリスが発行、星雲社が発売しているティーンズラブ小説レーベル。

## 概要
アルファポリスが2009年に「大人のための恋愛小説」のために立ち上げたレーベルで、作品における性描写の有無や度合いをロゴの色で示している。白（Blanc）は「性描写なし」、ロゼ（Rose）は「軽い性描写あり」、赤（Rouge）が「一定以上の性描写あり」とされている。
創刊ラインナップは、赤の『片側の未来』（広瀬もりの）と『Promise～誘惑のゆくえ』（綾瀬麻結）、白の『ナチュラルキス』（風）。
なお、同社の説明によれば、赤の場合、主人公の年齢が20歳以上であることが求められている。
正式に創刊されるより以前に刊行された単行本がいくつかも、本レーベルの創刊によってこちらで取り扱っている。一番古いものは赤にあたる『ハウスメイド』（久石ケイ）である。
ロゼは2016年11月刊の『この恋、神様推奨です。』（風）、白は同年12月刊の『秘書のわたし』（帆下布団）以降、刊行がない。
2020年10月に、『エタニティ 〜深夜の濡恋ちゃんねる♡〜』のタイトルで12作品がテレビアニメ化され、放送された。

## 執筆陣
- 篠原怜
- 桜木小鳥
- 佐々千尋
- 伊東悠香
- 風
- 水城夕
- 麻生ミカリ
- 桜朱理
- 椎崎ゆうり
- 伽月るーこ
- 永久めぐる
- 春日部こみと
- 来栖ゆき
- 七福さゆり
- 知念みづき
- 椙下裕
- 綾瀬麻結
- 西條六花
- 里崎雅
- 水島忍
- 橘柚葉
- 深月織
- 佐野光音
- 槇原まき
- 沢上澪羽
- 橘志摩
- 富樫聖夜
- 藤谷郁
- 丹羽庭子
- 日向唯稀
- 龍田よしの
- 山内詠
- 嘉月葵
- 縞村成
- なかゆんきなこ
- 十和田眞
- 久石ケイ
- 葉嶋ナノハ
- 斉河燈
- 小日向江麻
- 石田累
- 佐木ささめ
- 真砂耀瑚
- 流月るる
- あかし瑞穂
- 桧垣森輪
- 日向そら
- 響かほり
- 高倉碧依

ほか

## エタニティ文庫
2010年に創刊された、エタニティブックス作品の文庫レーベル。

## エタニティコミックス
2011年に創刊された、エタニティブックス作品の漫画レーベル。公式サイトでWebコミックとしてコミカライズされた作品の単行本。